# Spermophilus relictus
Spermophilus relictus är en däggdjursart som först beskrevs av Kashkarov 1923.  Spermophilus relictus ingår i släktet Spermophilus och familjen ekorrar. IUCN kategoriserar arten globalt som livskraftig. Inga underarter finns listade i Catalogue of Life.

## Taxonomi
De flesta arterna i det tidigare släktet Spermophilus har efter DNA-studier konstaterats vara parafyletiska med avseende på präriehundar, släktet Ammospermophilus och murmeldjur. Detta släkte har därför delats upp i flera släkten. Kvar i Spermophilus finns endast den gamla världens sislar, som, bland andra, denna art.